# Coquihalla Canyon Provincial Park
Der Coquihalla Canyon Provincial Park ist ein 159 Hektar großer Provincial Park im Süden der kanadischen Provinz British Columbia. Der Park liegt etwa 8 Kilometer östlich von Hope am Highway 5 (Coquihalla Highway) im Fraser Valley Regional District.

## Anlage
Der Park liegt zum größten Teil am nördlichen Ufer des Coquihalla River, dessen Verlauf der Flanke eines 430 m hohen Berges folgt. Ein kleiner Anteil des Parkgebiets liegt auch am südlichen Ufer des Flusses, der hier einen tiefen Canyon in der umgebenden Landschaft geschaffen hat.
Der Park wird vom Kettle Valley Trail, einem Abschnitt des Trans Canada Trail, durchquert. Der Trail folgt dabei einer Strecke der ehemaligen Kettle Valley Railway, einer Tochtergesellschaft der Canadian Pacific Railway (CPR), und überquert im Park zweimal den Coquihalla River. Dabei befinden sich die Flussüberquerungen jeweils zwischen zwei Othello-Eisenbahntunneln.
Bei dem Park handelt es sich um ein Schutzgebiet der Kategorie III (Naturdenkmal).

## Geschichte
Der Park wurde im Jahr 1986 als Recreation Area eingerichtet und hatte bei seiner Gründung nur eine Größe von 151 Hektar. Im Laufe der Zeit wurden nicht nur die Parkgrenzen neu festgelegt und der Park wuchs dabei, sondern der Park wurde auch in einen Provincial Park (Class A Park) umgewandelt.
Der Name Othello Tunnel leitet sich von der ehemaligen Station am Ausgang des nördlichsten Tunnels her. Nach einer lokalen Erzählung soll der für den Tunnelbau verantwortliche Ingenieur der CPR, Andrew McCullough, ein begeisterter Leser von Shakespeare gewesen sein und verwendete daher neben Othello Namen wie Lear, Jessica, Portia, Iago, Romeo und Juliet, um die Stationen der Kettle Valley Railway zu benennen.
Im November 2021 beschädigte ein, durch massive Regenfälle ausgelöstes, Hochwasser die Tunnel stark, untergrub die Brückenfundamente und bedrohte die Hangstabilität der steilen Schlucht. Außerdem wurden Zuwegungen zerstört. Diese Beschädigungen machten umfangreiche Instandsetzungsarbeiten notwendig und führten zu einer mehrjährigen Sperrung des Parks. Erst im Sommer 2024 konnte der Park wieder teilweise geöffnet werden.

## Flora und Fauna
Mit dem Biogeoclimatic Ecological Classification (BEC) Zoning System wird das Ökosystem von British Columbia in verschiedene biogeoklimatische Zonen eingeteilt. Biogeoklimatische Zonen zeichnen sich durch ein grundsätzlich identisches oder sehr ähnliches Klima sowie gleiche oder sehr ähnliche biologische und geologische Voraussetzungen aus. Daraus resultiert in den jeweiligen Zonen dann grundsätzlich auch ein sehr ähnlicher Bestand an Pflanzen und Tieren. Innerhalb dieser Systematik wird der Park der Coastal Western Hemlock Zone zugeordnet.
Es finden sich im Park hauptsächlich Arten wie die Douglasie, der Riesen-Lebensbaum und natürlich die Westamerikanische Hemlocktanne, aber gelegentlich auch Oregon-Ahorn und Erlen. Im Unterwuchs findet sich die Prachthimbeere, der giftige Adlerfarn und der Schwertfarn (Polystichum munitum).
Die nachweisbaren Tierarten entsprechen der Lage und Größe des Parks. Im Gebiet finden sich hauptsächlich kleinere Arten vor Säugetieren und Vögeln. Der Coquihalla River bietet Lebensraum für den Ketalachs, den Silberlachs und den Rotlachs.

## Aktivitäten
Auf Grund der geringen Größe des Parks liegt der Schwerpunkt auf dem Schutz der historischen Tunnelanlage von 1914 und weniger auf touristischen Aktivitäten. Der Park wurde ursprünglich als Recreation Area gegründet und später in einen Provincial Park umgewandelt, vom Angebot her dabei jedoch nicht weiter aufgewertet. Daher verfügt er zwar über einen Parkplatz, aber über keine Stellplätze für Wohnmobile und Zelte und nur über eine einfache Sanitäranlage.
Die touristische Attraktion des Parks ist der Kettle Valley Trail mit seinen Möglichkeiten zum Wandern, außerdem durchquert ein Abschnitt des insgesamt 18.078 Kilometer langen Trans Canada Trails den Park.
Auf Grund der örtlichen Situation ist der Park nur von Anfang April bis Ende Oktober geöffnet. In der restlichen Zeit ist die Gefahr von Eis und Eisschlag sowie Felsstürzen zu hoch und der Park daher geschlossen.

## Trivia
Im Park wurden Szenen für den Film Rambo mit Sylvester Stallone gedreht (Rambo hängt an einem Felsen, während ein Schütze aus einem Hubschrauber versucht, ihn zu erschießen).